# Vénus africaine
La Vénus africaine est une sculpture de Charles Cordier (1827-1905) réalisée après 1851. Elle représente une tête de femme de type originaire d'Afrique subsaharienne.

## Description

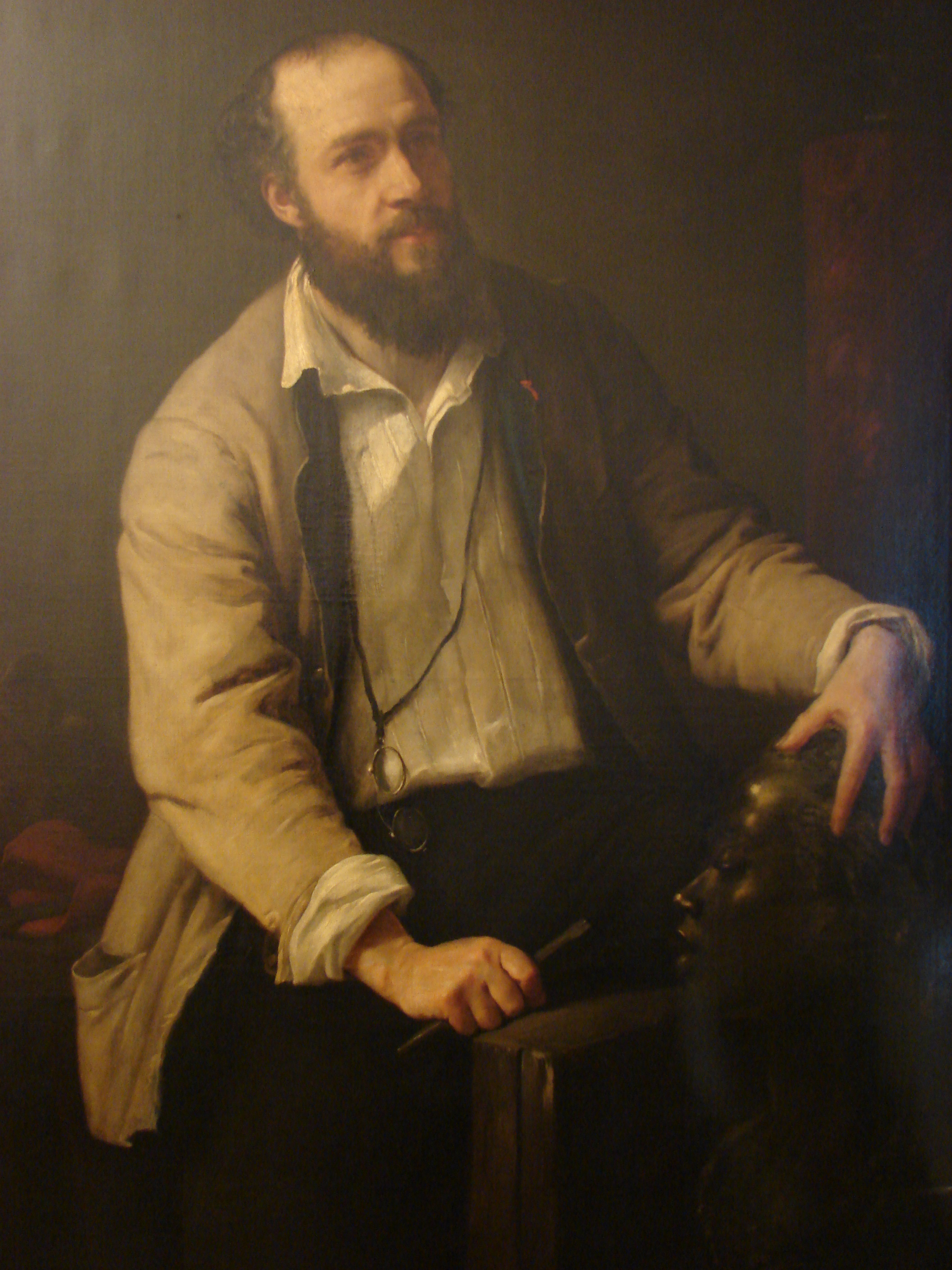
Charles Cordier sculptant la Vénus Africaine, 1863 - Attribué à Jacques Leman

La Vénus africaine, de taille 13,5 × 11 × 7,5 cm, est un masque en plâtre patiné représentant en réduction une tête africaine. Les autres matériaux utilisés sont le gypse et la pierre.

## Historique
On sait peu de choses sur cette œuvre. Selon Jean-René Gaborit, conservateur général chargé du département des sculptures du musée du Louvre, la Vénus africaine serait entrée au Musée du Louvre avec le don Marcel Cordier, petit-fils de Charles Cordier, en 1933. Le conservateur l'aurait redécouvert dans les réserves du musée en 1995.
La Vénus africaine est attribuée au Musée d'Orsay en 1997.

## Expositions
- Charles Cordier (1827-1905), sculpteur, l'autre et l'ailleurs, Paris, France, 2004
- Facing the other : Charles Cordier (1827-1905), ethnographic Sculptor, New York, États-Unis, 2004
- Charles Cordier, Les Nubiens, 1848-1851, Le Havre, France, 2011
- Le Modèle noir - De Géricault à Matisse, Paris, New-York, Pointe-à-Pitre, 2019